# Washington Capitals
Die Washington Capitals (IPA: [ˈwɒʃɪŋtən kæp.ɪ.təls]) sind ein US-amerikanisches Eishockeyfranchise der National Hockey League aus Washington, D.C. Es wurde am 11. Juni 1974 gegründet und nahm zum Beginn der Saison 1974/75 den Spielbetrieb auf. Die Teamfarben sind Rot, Marineblau und Weiß.
Die Capitals tragen ihre Heimspiele in der Capital One Arena aus und gingen aus der Ligaerweiterung der späten 1960er und frühen 1970er Jahre hervor. Nachdem das Team mit einem NHL-Negativrekord von 67 Niederlagen in 80 Saisonspielen in die Liga startete, stabilisierte sich das Team in den 1980er Jahren und war stets in den Playoffs vertreten. Zu Beginn des neuen Jahrtausends folgte ein erneutes Tief, obwohl die Mannschaft in der Saison 1997/98 bis in die Finalserie um den prestigeträchtigen Stanley Cup vordrang, dort aber den erstmaligen Titelgewinn verpasste. 20 Jahre später errang das Team in den Playoffs 2018 schließlich den ersten Titel der Franchise-Geschichte.

## Geschichte

Das erste Logo der Capitals (1974–1995)

### 1970er Jahre
Zusammen mit den Kansas City Scouts wurden die Washington Capitals 1974 in die NHL als Expansion Teams aufgenommen. Da es seit zwei Jahren die Konkurrenzliga World Hockey Association gab und somit 30 hochprofessionelle Teams existierten, bestand der Kader der Capitals aus nur wenigen erfahrenen Spielern. Dementsprechend absolvierten sie auch ihre erste Saison und stellten einen neuen Rekord mit 67 Niederlagen in 80 Spielen auf. Allerdings starteten die Kansas City Scouts nur unwesentlich besser in ihr erstes Jahr in der NHL.

### 1980er Jahre
Nicht viel besser lief es in den weiteren Saisons der siebziger Jahre und auch zu Beginn des nächsten Jahrzehnt ging die Talfahrt für die Capitals weiter. Nachdem die Kansas City Scouts bereits 1976 nach Colorado und nur sechs Jahre später nach New Jersey umgesiedelt wurden, kamen den Besitzern der Capitals im Sommer 1982 auch Gedanken das Team in eine andere Region zu verlagern. Dies führte zu einer Kampagne der Fans, die das Franchise unbedingt in der Hauptstadt halten wollten. Doch das Problem wurde durch zwei Dinge gelöst.
Zum einen wurde David Poile als General Manager verpflichtet, zum anderen war eine seiner ersten Amtshandlungen ein spektakulärer Transfer. Er gab die etablierten Spieler Ryan Walter und Rick Green zu den Montréal Canadiens und erhielt dafür Rod Langway, Brian Engblom, Doug Jarvis und Craig Laughlin. Unterstützt durch die neuen Spieler und durch die bereits zum Team gehörenden Dennis Maruk, Mike Gartner und Bobby Carpenter konnte die Capitals in der Saison 1982/83 erstmals die Playoffs erreichen und somit das Team in Washington halten.
In den folgenden 14 Jahren konnten sich die Capitals immer für die Playoffs qualifizieren. Doch trotz dieses Erfolgs enttäuschte die Mannschaft im Laufe der Jahre die Fans des Öfteren. In der regulären Saison präsentierten sie sich oft sehr gut und gingen häufig in die Playoffs als einer der Mitbewerber um den Stanley Cup, doch nur einmal konnten sie die zweite Runde überstehen. Diese wurden geprägt durch Langway, Gartner, Carpenter, Larry Murphy, Kevin Hatcher, Dino Ciccarelli und noch einige mehr.

### 1990er Jahre

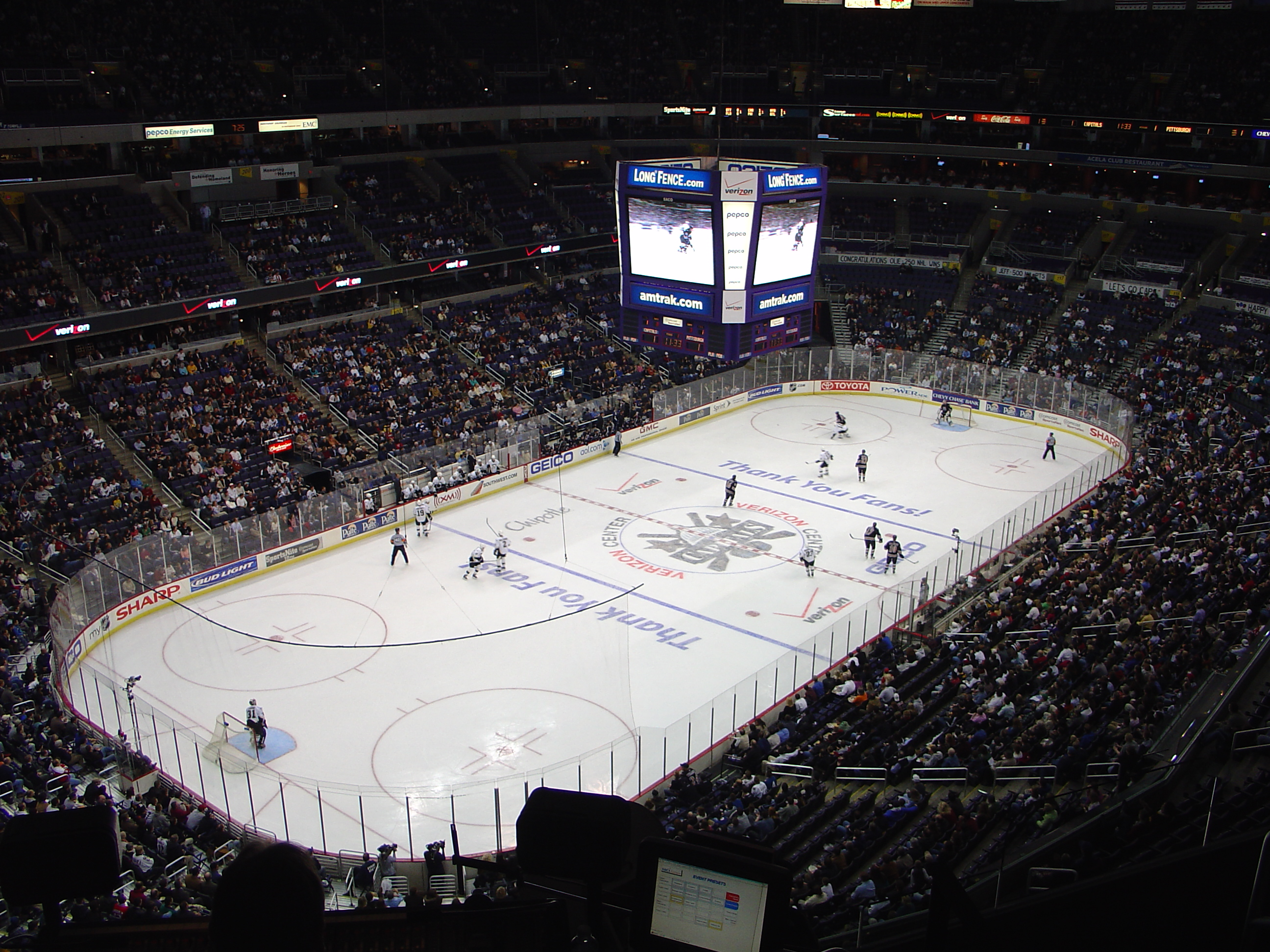
Capital One Arena, seit 1997 Spielstätte der Caps

Mitte der neunziger Jahre hatten sie mit Joé Juneau, Peter Bondra, Sergei Gonchar und dem deutschen Torhüter Olaf Kölzig, aufstrebende Stars in ihren Reihen, doch 1997 verpassten sie zum ersten Mal nach langer Zeit wieder die Playoffs. Doch das Jahr darauf sollte das bis dahin erfolgreichste werden. Als das fünftbeste Team qualifizierten sie sich für die Playoffs und warfen in der ersten Runde die Boston Bruins raus. In der zweiten Runde folgte eine relativ einseitige Serie über fünf Spiele gegen die Ottawa Senators, die die Capitals für sich entschieden. Im Finale der Eastern Conference trafen sie auf die Buffalo Sabres, die sie mit 4-2 besiegten. Es folgte das Stanley-Cup-Finale gegen Titelverteidiger Detroit Red Wings. Angeführt von Dale Hunter versuchten sie gegen das mit großen Namen gespickte Team anzukommen, doch es gelang nicht. Die ersten zwei Spiele in Detroit verloren sie nur knapp, doch nachdem die Capitals auch noch ihr erstes Heimspiel mit 1-2 verloren, standen sie mit dem Rücken zur Wand. Im vierten Spiel konnte Washington gar nicht mehr dagegen halten und verlor auch das vierte Spiel, diesmal relativ deutlich mit 1-4. Detroit hatte seinen Titel verteidigt, Washington eine große Chance vergeben.
1998/99 war aber wieder eine Ernüchterung, denn man schaffte es nicht in die Playoffs. Die folgenden zwei Jahre konnte man aber durch zwei erste Plätze in der Southeast Division wieder in die Endrunde einziehen, scheiterte jedoch beide Male an den Pittsburgh Penguins in der ersten Runde.

### 2000 bis 2004
Im Sommer 2001 gelang den Capitals ein Coup, als sie Superstar Jaromír Jágr verpflichteten. Allerdings verfehlte man die Playoffs. 2002 verpflichteten die Capitals den Routinier Robert Lang als Verstärkung und erreichte auch wieder die Playoffs. Die Serie begann mit zwei Siegen für Washington, doch diese wurde noch mit 2-4 verloren.
Während der Saison 2003/04 gaben die Capitals einige ihrer Stars ab. Jágr ging zu den New York Rangers, Peter Bondra nach Ottawa, Sergei Gontschar zu den Dallas Stars und Robert Lang wurde zu den Detroit Red Wings transferiert. Der Transfer von Lang war in der Geschichte der NHL einmalig, denn noch nie wurde der Spieler, der die Liga in Punkten anführte während einer Saison transferiert. Das Team schloss die Saison mit nur 59 Punkten ab. Dies war das schlechteste Ergebnis seit 26 Jahren.

### Neuanfang mit jungen Talenten
Im NHL Entry Draft 2004 durften die Capitals als erstes Team einen Spieler aussuchen und entschieden sich für Alexander Owetschkin. Doch in der kommenden Saison konnte der junge Russe noch nicht zum Einsatz kommen, denn die Saison 2004/05 wurde wegen des Lockout abgesagt. Owetschkin spielte in der Zeit in seiner Heimat zusammen mit Alexander Sjomin, der schon zwei Jahre zuvor von den Capitals im Entry Draft ausgewählt wurde.
Die Saison 2005/06 endete für die Capitals wieder auf dem letzten Platz der Southeast Division und somit weit entfernt von den Playoffs. Doch die Leistung der Mannschaft zeigte nach oben. Es gab viele knappe Spiele und einige Spieler konnten von den Zahlen her das Jahr sogar als ihre beste Saison betrachten. Dainius Zubrus schaffte mit 57 Punkten eine persönliche Bestleistung, Jeff Halpern bereitete 33 Tore vor und damit so viel wie in keinem anderen Jahr und Matt Pettinger konnte erstmals die 20-Tore-Marke erreichen.
Doch der Spieler, der alle in den Schatten stellte, war Alexander Owetschkin, der sein erstes Jahr in Washington bestritt. Er traf 52 Mal und bereitete 54 Tore vor, was ihn auf 106 Punkte brachte, ein Wert, den nur zwei Rookies in der NHL-Geschichte übertreffen konnten. Owetschkin war in der Saison drittbester Torschütze und Scorer der Liga und wurde zudem für den Lester B. Pearson Award, der an den besten Spieler der NHL vergeben wird, nominiert. Die Calder Memorial Trophy als bester Liganeuling konnte er aber für sich entscheiden und stach dabei Sidney Crosby und Dion Phaneuf aus.
Im Sommer 2006 verließ Mannschaftskapitän Jeff Halpern die Capitals. Alexander Sjomin, der 2005/06 in Russland gespielt hatte, kam zurück nach Washington und Richard Zedník schloss sich den Capitals nach fünfeinhalb Jahren in Montréal wieder an.
In der Saison 2006/07 stagnierte die Leistung des Teams und man verpasste erneut die Playoffs. Jungstar Alexander Owetschkin begann die Saison stark und bildete mit Landsmann Alexander Sjomin ein sehr gutes Angriffsduo, doch später spielte er nicht mehr konstant genug, kam am Ende trotzdem auf 46 Tore und 46 Vorlagen. Allgemein war die Mannschaft in der Breite nicht gut genug aufgestellt. Owetschkin mit 92 Punkten und Sjomin mit 73 wurden den Erwartungen gerecht, doch hinter ihnen erzielte nur noch Mannschaftskapitän Chris Clark mehr als 40 Scorerpunkte.
Das General Management der Capitals hofft bis zur Saison 2007/08 einige gute vertragslose Spieler zu verpflichten, um die Basis der Mannschaft auszubauen. Außerdem soll das im NHL Entry Draft 2006 ausgewählte schwedische Talent Nicklas Bäckström die Mannschaft verstärken. In der Sommerpause verpflichteten die Capitals mit Verteidiger Tom Poti, Center Michael Nylander und dem russischen Flügelstürmer Wiktor Koslow drei erfahrene NHL-Profis. Durch diese Verpflichtungen und die Verstärkung durch das schwedische Talent Nicklas Bäckström erreichten die Capitals nach einer kuriosen Aufholjagd, verbunden mit einem Trainerwechsel, die erstmalige Teilnahme an den Play-offs seit der Saison 2003/04, außerdem wechselte mit Sergei Fjodorow von den Columbus Blue Jackets kurz vor Ende der Transferperiode ein weiterer erfahrener NHL-Spieler in die Hauptstadt. In den Play-offs scheiterte man schließlich schon in der ersten Runde mit 3:4 Spielen an den Philadelphia Flyers, das entscheidende Tor für die Flyers im siebten Spiel fiel dabei jedoch erst in der Verlängerung.
Alexander Owetschkin wurde in der Regular Season Topscorer mit 112 Punkten und Torschützenkönig der NHL mit 65 Treffer, was zugleich die Bestmarke für einen linken Flügelstürmer bedeutete. Owetschkin bekam in dieser Saison 4 begehrte Trophäen und wurde zum MVP gewählt.

### Etablierung als Spitzenmannschaft
Wie schon in der Vorsaison schlossen die Washington Capitals die reguläre Saison 2008/09 als Gewinner der Southeast Division ab. Nachdem die Capitals in der ersten Runde der Play-offs die New York Rangers in sieben Spielen ausgeschaltet hatten, kam es im Conference-Halbfinale im Duell mit den Pittsburgh Penguins zum Aufeinandertreffen der beiden Superstars Alexander Owetschkin und Sidney Crosby. Washington scheiterte mit 3:4 nach sieben Spielen an dem späteren Stanley-Cup-Sieger.
In der Saison 2009/10 unternahmen die Capitals einen neuen Anlauf auf den Stanley Cup. In der regulären Saison erlebten die Capitals ein überragendes Jahr, qualifizierten sich als erstes Team für die Play-offs und erreichten mit 121 Punkten den Gewinn der Eastern Conference sowie den Gewinn der Presidents’ Trophy als punktbestes Team der regulären Saison. Die Ausbeute von 121 Punkten sind das drittbeste Ergebnis seitdem der Preis 1986 vergeben wird, nur die Detroit Red Wings schafften es 1996 und 2006 noch mehr Punkte zu erzielen. Mit Alexander Owetschkin und Nicklas Bäckström hatten die Capitals zudem zwei Spieler unter den ersten Vier der Topscorerliste. In den Playoffs scheiterten die Capitals trotz der Erfolge in der regulären Saison mit 3:4 an den Montréal Canadiens in der ersten Runde. In den folgenden Jahren scheiterten die Capitals trotz guter regulärer Saison immer spätestens in der zweiten Playoff-Runde. Eine besondere Rivalität entspann sich mit den Pittsburgh Penguins und ihrem Superstar Sidney Crosby, gegen die in den Jahren 2016 und 2017 Endstation war.
Dieser „Pittsburgh-Fluch“ wurde erstmals in den Playoffs 2018 besiegt. Nach einem 4:3-Sieg über Tampa Bay erreichten die Capitals ihr erstes Stanley-Cup-Finale gegen die Vegas Golden Knights. Die Finalserie wurde nach einer Auftaktniederlage mit 4:1 gewonnen und bescherte den Capitals den ersten Stanley Cup. Zudem wurde Alexander Owetschkin mit der Conn Smythe Trophy ausgezeichnet.

## Spielstätten

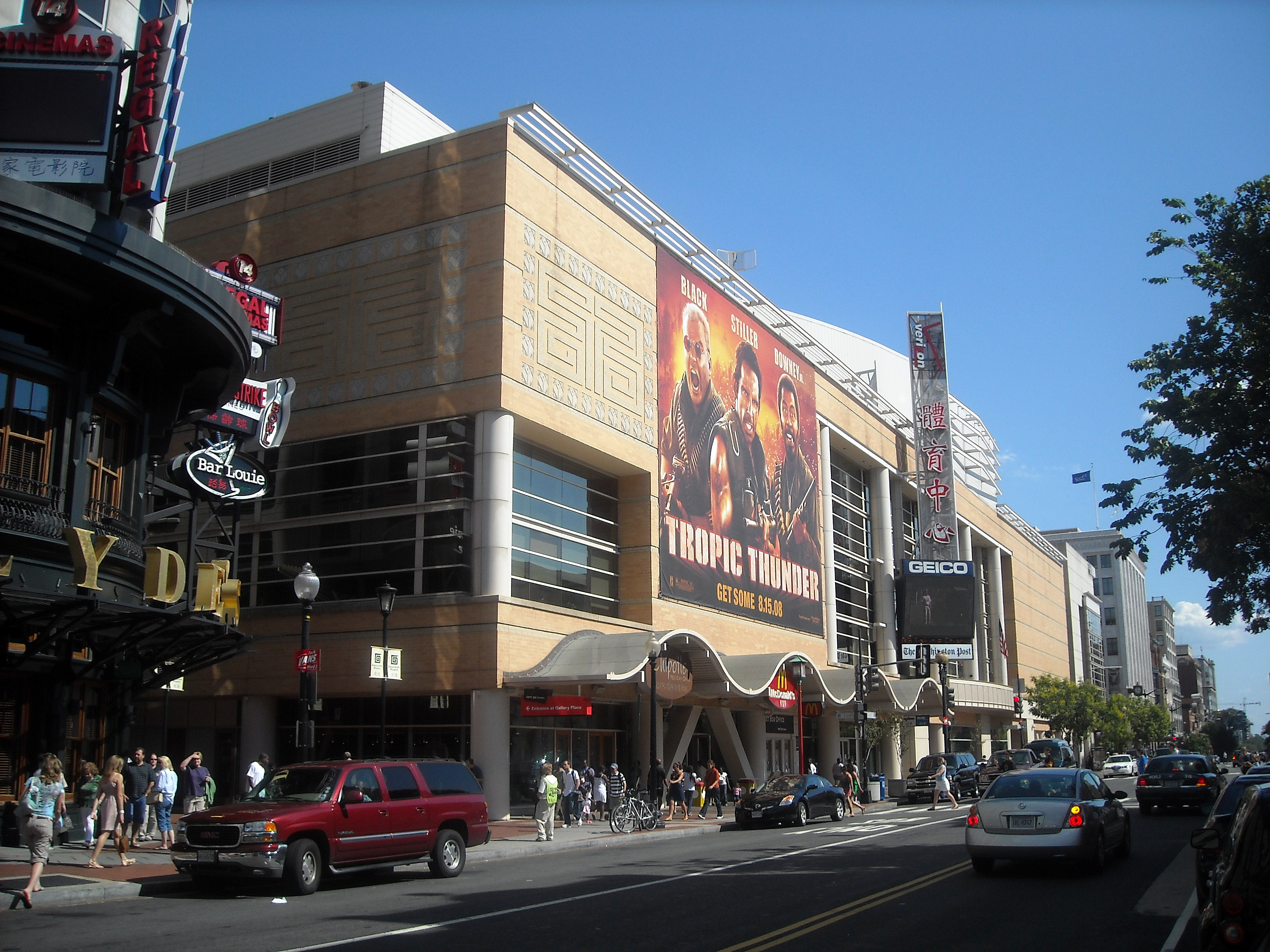
Die Capital One Arena, die aktuelle Spielstätte

Die Capitals tragen ihre Heimspiele seit 1997 in der Capital One Arena, einer 18.277 Zuschauer fassenden Multifunktionsarena, aus. Gebaut und eröffnet wurde die Halle unter dem Namen MCI Center, den sie von 1997 bis 2006 trug. Anschließend war von 2006 bis 2017 das Telekommunikationsunternehmen Verizon Namensgeber (Verizon Center), bevor die Namensrechte im August 2017 an Capital One übertragen wurden.
Von 1974 bis 1997 spielte der Klub im 1973 eröffneten Capital Centre, das bei Eishockeyveranstaltungen eine Kapazität von 18.130 Plätzen hat. Das oft auch als US Airways Arena oder USAir Arena betitelte Capital Centre befand sich in Largo im US-Bundesstaat Maryland, vor den Toren Washington, D.C.s. Von Beginn an teilten sich die Capitals die Halle mit den Washington Bullets (heute: Washington Wizards), einem Basketball Team der National Basketball Association.

## Farmteams
Zu den Capitals, wie zu allen anderen NHL-Teams, gehören auch Mannschaften in niederklassigeren Ligen, sogenannte Farmteams. Im Falle der Capitals sind dies seit 2005 die Hershey Bears in der American Hockey League und seit 2004 die South Carolina Stingrays aus der ECHL. Die Farmteams werden in der NHL oft dazu benutzt, die Nachwuchsspieler und Rookies auf die NHL-Spiele vorzubereiten. Den Nachwuchs beziehen die Capitals dabei, wie die anderen Vereine, vor allem über den NHL Entry Draft, über den alljährlich die vielversprechendsten Nachwuchsspieler in die Liga gelangen.
Die Farmteams der Washington Capitals seit 1974:
| Zeitraum  | Mannschaft             | Liga |
| --------- | ---------------------- | ---- |
| 1974–1976 | Richmond Robins        | AHL  |
| 1974–1977 | Dayton Gems            | IHL  |
| 1974–1977 | Philadelphia Firebirds | NAHL |
| 1975–1976 | Baltimore Clippers     | AHL  |
| 1975–1976 | Greensboro Generals    | SHL  |
| 1976–1977 | Springfield Indians    | AHL  |
| 1976–1977 | Johnstown Jets         | NAHL |

| Zeitraum  | Mannschaft             | Liga |
| --------- | ---------------------- | ---- |
| 1977–1984 | Hershey Bears          | AHL  |
| 1977–1981 | Port Huron Flags       | IHL  |
| 1981–1990 | Fort Wayne Komets      | IHL  |
| 1984–1988 | Binghamton Whalers     | AHL  |
| 1988–1993 | Baltimore Skipjacks    | AHL  |
| 1993–1999 | Hampton Roads Admirals | ECHL |
| 1993–2005 | Portland Pirates       | AHL  |

| Zeitraum  | Mannschaft               | Liga |
| --------- | ------------------------ | ---- |
| 1998–2001 | Quad City Mallards       | UHL  |
| 2000–2003 | Richmond Renegades       | ECHL |
| 2004–2005 | Quad City Mallards       | UHL  |
| seit 2004 | South Carolina Stingrays | ECHL |
| seit 2005 | Hershey Bears            | AHL  |

## Diverses

Heimtrikot (seit 2007)
Auswärtstrikot (seit 2007)

### Aktuelles Trikotdesign
Neben einem die gesamten Clubs der Liga betreffenden Ausrüsterwechsel brachte die Saison 2007/08 für die Capitals zudem eine Rückkehr zum alten Teamlogo und den alten Vereinsfarben Rot, Weiß und Blau. 1996 waren diese traditionellen Farben in Schwarz, Blau und Bronze geändert und ein neues Logo eingeführt worden. Nach den Vorschriften der NHL muss das Heimtrikot seit 2003 in einer dunklen, das Auswärtstrikot in einer hellen Grundfarbe gestaltet sein. Für die Ausrüstung der Capitals bedeutet dies, dass das Team bei Heimspielen in roten, bei Auswärtsspielen in weißen Jerseys antritt. Als Nebenfarben werden bei beiden Trikots die weiteren Teamfarben verwendet.
Die Brustpartie der NHL-Trikots wird traditionell von den Teamlogos bestimmt, auf den Schultern tragen die Capitals zudem das Alternativlogo, welches einen Adler darstellt.

## Erfolge und Ehrungen

### Sportliche Erfolge
| Stanley Cup               |                                                               |
| Saison                    |                                                               |
| 2018                      |                                                               |
| Presidents’ Trophies      |                                                               |
| 2009/10, 2015/16, 2016/17 |                                                               |
| Conference Championships  | Saison                                                        |
| Prince of Wales Trophy    | 1997/98, 2017/18                                              |
| Division Championships    | Saison                                                        |
| Patrick Division          | 1988/89                                                       |
| Southeast Division        | 1999/00, 2000/01, 2007/08, 2008/09, 2009/10, 2010/11, 2012/13 |
| Metropolitan Division     | 2015/16, 2016/17, 2017/18, 2018/19, 2019/20, 2024/25          |

Lange hatte es gedauert, bis die 1974 gegründeten Capitals eine Saison als erster ihrer Division beenden konnten. Zu dominierend waren die Philadelphia Flyers und die New York Islanders, bis dies in der Saison 1988/89 erstmals gelang.
Neun Jahre später erreichte Washington als Vertreter der Eastern Conference die Finalspiele um den Stanley Cup. Hierfür erhielten sie die Prince of Wales Trophy. Gegen die Detroit Red Wings blieben sie in der Finalserie chancenlos und verloren die Serie glatt in vier Spielen. In den folgenden Jahren gewannen die Capitals weitere sechsmal den Divisiontitel der Southeast Division. Im Jahre 2018 folgte der erste Stanley-Cup-Erfolg mit einem 4:1-Sieg in der Finalserie gegen die Vegas Golden Knights.

### Individuelle Auszeichnungen
Art Ross Trophy: Alexander Owetschkin gewann 2008 als erster Spieler der Capitals die Trophäe als bester Scorer der NHL.
- 2008 – Alexander Owetschkin

Bill Masterton Memorial Trophy: José Théodore gewann 2010 als erster Spieler der Capitals die Trophäe für Ausdauer, Hingabe und Fairness im und für das Eishockey.
- 2010 – José Théodore

Calder Memorial Trophy: Als bester Rookie der Liga wurde 2006 mit Alexander Owetschkin erstmals ein Spieler aus Washington ausgezeichnet.
- 2006 – Alexander Owetschkin

Conn Smythe Trophy: Beim ersten Titelgewinn der Mannschaft wurde Alexander Owetschkin als MVP der Playoffs geehrt.
- 2018 – Alexander Owetschkin

Frank J. Selke Trophy: Die Auszeichnung für den besten defensiven Angreifer erhielt Doug Jarvis 1984.
- 1984 – Doug Jarvis

Hart Memorial Trophy: Alexander Owetschkin war der erste Spieler, der die von der Professional Hockey Writers’ Association vergebene Auszeichnung als wertvollster Spieler während der regulären Saison erhielt.
- 2008 – Alexander Owetschkin
- 2009 – Alexander Owetschkin
- 2013 – Alexander Owetschkin

Jack Adams Award: Vom Prügelknaben zu einem Playoff-Teilnehmer machte Bryan Murray das Team aus Washington. 1984 wurde er dafür zum besten Trainer gewählt. Ähnliches gelang ein knappes Vierteljahrhundert später Bruce Boudreau, der die Mannschaft vom 15. Platz in der Conference noch zum Divisiontitel führte. Nach dem Gewinn der President’s Trophy wurde 2016 Barry Trotz mit dem Jack Adams Award ausgezeichnet. Ihm folgte Spencer Carbery im Jahr 2025.
- 1984 – Bryan Murray
- 2008 – Bruce Boudreau
- 2016 – Barry Trotz
- 2025 – Spencer Carbery

James Norris Memorial Trophy: Aus Montréal hatte die Klubführung Rod Langway geholt und mit seiner Stärke in der Verteidigung wurde der Aufwärtstrend der Capitals eingeläutet. 1983 und 1984 war er der beste Verteidiger der NHL.
- 1983 – Rod Langway
- 1984 – Rod Langway

King Clancy Memorial Trophy: Für sein soziales Engagement, besonders in der Erforschung des Autismus und die Behandlung von autistischen Kindern, wurde Olaf Kölzig 2006 ausgezeichnet.
- 2006 – Olaf Kölzig

Lester B. Pearson Award/Ted Lindsay Award: Alexander Owetschkin war der erste Spieler, der diese von der Spielergewerkschaft vergebenen Auszeichnung erhielt.
- 2008 – Alexander Owetschkin
- 2009 – Alexander Owetschkin
- 2010 – Alexander Owetschkin

Mark Messier Leadership Award: Alexander Owetschkin gewann 2025 als erster Spieler der Capitals die Auszeichnung für Führungsqualitäten auf und abseits des Eises.
- 2025 – Alexander Owetschkin

Maurice Richard Trophy: 2008 gewann Alexander Owetschkin als erster Spieler des Franchise die seit 1999 verliehene Trophäe für den Torschützenkönig der NHL. Seither führte der russische Flügelstürmer die Liga neun Mal in erzielten Treffern an. Bereits vor der Einführung der Trophäe war mit Peter Bondra schon 1995 und 1998 ein Spieler der Capitals bester Torjäger der Liga gewesen.
- 2008 – Alexander Owetschkin
- 2009 – Alexander Owetschkin
- 2013 – Alexander Owetschkin
- 2014 – Alexander Owetschkin
- 2015 – Alexander Owetschkin
- 2016 – Alexander Owetschkin
- 2018 – Alexander Owetschkin
- 2019 – Alexander Owetschkin
- 2020 – Alexander Owetschkin

NHL Foundation Player Award:
- 2001 – Olaf Kölzig

Vezina Trophy: In seiner zweiten Spielzeit wurde Jim Carey als bester Torwart der NHL ausgezeichnet. Der talentierte Torwart konnte diese Leistung aber nicht konstant in die Zukunft retten. Langfristiger war hier der Erfolg von Olaf Kölzig, der 2000 zum besten Torwart gewählt wurde. Nachdem er mit 48 Siegen in der Saison 2015/16 den Rekord von Martin Brodeur eingestellt hatte, erhielt Braden Holtby die Auszeichnung.
- 1996 – Jim Carey
- 2000 – Olaf Kölzig
- 2016 – Braden Holtby

William M. Jennings Trophy: Im dritten Jahr, in dem die NHL diese Trophäe an die Torhüter mit den wenigsten Gegentoren verlieh, war das Gespann aus Washington Preisträger.
- 1984 – Al Jensen, Pat Riggin
- 2017 – Braden Holtby

NHL All-Rookie Team: Die erste Auszeichnung, die ein Spieler aus Washington erhielt, war 1983 die Berufung von Scott Stevens ins All-Rookie Team.
- 1983 – Scott Stevens
- 1995 – Jim Carey
- 2006 – Alexander Owetschkin
- 2008 – Nicklas Bäckström
- 2011 – John Carlson

### NHL All-Star Game-Nominierungen
Abkürzungen: GP = Spiele, G = Tore, A = Vorlagen,
Pts = Punkte
| Name                 | von – bis | GP | G | A | Pts |
| -------------------- | --------- | -- | - | - | --- |
| Alexander Owetschkin | 2007–2018 | 7  | 7 | 8 | 15  |
| Peter Bondra         | 1993–1999 | 5  | 1 | 4 | 5   |
| Mike Gartner         | 1981–1988 | 4  | 2 | 0 | 2   |
| Rod Langway          | 1983–1986 | 4  | 0 | 1 | 1   |
| Kevin Hatcher        | 1990–1992 | 3  | 0 | 3 | 3   |
| Sergei Gontschar     | 2001–2003 | 3  | 0 | 3 | 3   |
| Scott Stevens        | 1985–1989 | 2  | 0 | 1 | 1   |
| Al Iafrate           | 1993–1994 | 2  | 0 | 0 | 0   |
| Olaf Kölzig          | 1998–2000 | 2  | – | – | –   |

Mit 15 Punkten ist Alexander Owetschkin der erfolgreichste Scorer und mit sieben Treffern auch der beste Torschütze. Er nahm zudem sieben Mal und damit am häufigsten an einem All-Star-Game teil.
Beim All-Star Game 1975 war Denis Dupéré der erste Spieler, der für Washington teilnahm. Ihm gelang bei diesem Spiel eine Vorlage. Erst beim All-Star Game 1985 gelang Mike Gartner der erste Treffer bei einem All-Star-Game. Noch nie betreute ein Trainer der Capitals ein All-Star-Team.
Mit Brian Sutherby (2004) war einmal ein Spieler der Capitals wertvollster Spieler des YoungStars Games.
Außer den All-Star-Games gab es weitere Anlässe, bei dem die NHL ein All-Star-Team stellte. Beim Challenge Cup 1979 war mit Robert Picard ein Spieler der Capitals nominiert, der jedoch zu keinem Einsatz kam. Für das Rendez-vous ’87, bei dem das Team der NHL erneut gegen die sowjetische Nationalmannschaft spielte, wurde mit Rod Langway ein Spieler der Capitals berücksichtigt. Er kam in beiden Partien zum Einsatz.

### Franchiserekorde
Im Folgenden werden ausgewählte Spielerrekorde des Franchise sowohl über die gesamte Karriere als auch über einzelne Spielzeiten aufgeführt.

#### Karriere
|                                   | Name                      | Anzahl                                  |
| --------------------------------- | ------------------------- | --------------------------------------- |
| Meiste Spiele                     | Alexander Owetschkin*     | 1491 (in 19 Spielzeiten)                |
| Meiste aufeinanderfolgende Spiele | Karl Alzner               | 540 (8. Oktober 2010 bis 9. April 2017) |
| Meiste Tore                       | Alexander Owetschkin*     | 897                                     |
| Meiste Vorlagen                   | Nicklas Bäckström*        | 762                                     |
| Meiste Punkte                     | Alexander Owetschkin*     | 1623 (897 Tore + 726 Vorlagen)          |
| Meiste Strafminuten               | Dale Hunter               | 2.003                                   |
| Meiste Shutouts                   | Olaf Kölzig Braden Holtby | 35                                      |

*aktiver Spieler der Capitals; Stand: nach der Saison 2024/25

#### Saison
|                               | Name                 | Anzahl                      | Saison  |
| ----------------------------- | -------------------- | --------------------------- | ------- |
| Meiste Tore                   | Alexander Owetschkin | 65                          | 2007/08 |
| Meiste Vorlagen               | Dennis Maruk         | 76                          | 1981/82 |
| Meiste Punkte                 | Dennis Maruk         | 136 (60 Tore + 76 Vorlagen) | 1981/82 |
| Meiste Punkte als Rookie      | Alexander Owetschkin | 106 (52 Tore + 54 Vorlagen) | 2005/06 |
| Meiste Punkte als Verteidiger | Larry Murphy         | 81 (23 Tore + 58 Vorlagen)  | 1986/87 |
| Meiste Strafminuten           | Alan May             | 339                         | 1989/90 |
| Meiste Siege als Torhüter     | Braden Holtby        | 48                          | 2015/16 |

## Trainer
Abkürzungen: GC = Spiele, W = Siege, L = Niederlagen, T = Unentschieden, OTL = Niederlagen nach
Overtime, Pts = Punkte, Pts % = Punktquote
| Name             | Saison            | Reguläre Saison | Reguläre Saison | Reguläre Saison | Reguläre Saison | Reguläre Saison | Reguläre Saison | Reguläre Saison | Play-offs | Play-offs | Play-offs |
| Name             | Saison            | GC              | W               | L               | T               | OTL             | Pts             | Pts %           | GC        | W         | L         |
| ---------------- | ----------------- | --------------- | --------------- | --------------- | --------------- | --------------- | --------------- | --------------- | --------- | --------- | --------- |
| Jim Anderson     | 1974/75*          | 54              | 4               | 45              | 5               | —               | 13              | .074            | —         | —         | —         |
| George Sullivan  | 1974/75*          | 18              | 2               | 16              | 0               | —               | 4               | .111            | —         | —         | —         |
| Milt Schmidt     | 1974/75*–1975/76* | 44              | 5               | 34              | 5               | —               | 15              | .114            | —         | —         | —         |
| Tom McVie        | 1975/76*–1977/78  | 204             | 49              | 122             | 33              | —               | 131             | .240            | —         | —         | —         |
| Danny Belisle    | 1978/79–1979/80*  | 96              | 28              | 51              | 17              | —               | 73              | .292            | —         | —         | —         |
| Gary Green       | 1979/80*–1981/82* | 157             | 50              | 78              | 29              | —               | 129             | .318            | —         | —         | —         |
| Roger Crozier    | 1981/82*          | 1               | 0               | 1               | 0               | —               | 0               | .000            | —         | —         | —         |
| Bryan Murray     | 1981/82*–1989/90* | 672             | 343             | 246             | 83              | —               | 769             | .510            | 53        | 24        | 29        |
| Terry Murray     | 1989/90*–1993/94* | 325             | 163             | 134             | 28              | —               | 354             | .502            | 39        | 18        | 21        |
| Jim Schoenfeld   | 1993/94*–1996/97  | 249             | 113             | 102             | 34              | —               | 260             | .454            | 24        | 10        | 14        |
| Ron Wilson       | 1997/98–2001/02   | 410             | 192             | 159             | 51              | 8               | 443             | .468            | 32        | 15        | 17        |
| Bruce Cassidy    | 2002/03–2003/04*  | 110             | 47              | 47              | 9               | 7               | 110             | .428            | 6         | 2         | 4         |
| Glen Hanlon      | 2003/04*–2007/08* | 239             | 78              | 122             | 9               | 30              | 195             | .326            | —         | —         | —         |
| Bruce Boudreau   | 2007/08*–2011/12* | 329             | 201             | 88              | —               | 40              | 442             | .672            | 37        | 17        | 20        |
| Dale Hunter      | 2011/12*          | 60              | 30              | 23              | —               | 7               | 67              | .558            | 14        | 7         | 7         |
| Adam Oates       | 2012/13–2013/14   | 130             | 65              | 48              | —               | 17              | 147             | .565            | 7         | 3         | 4         |
| Barry Trotz      | 2014/15–2017/18   | 328             | 205             | 89              | —               | 34              | 444             | .677            | 63        | 36        | 27        |
| Todd Reirden     | 2018/19–2019/20   | 151             | 89              | 46              | —               | 16              | 194             | 642             | 15        | 5         | 10        |
| Peter Laviolette | 2020/21–2022/23   | 220             | 115             | 78              | —               | 27              | 257             | .584            | 11        | 3         | 8         |
| Spencer Carbery  | seit 2023/24      | 164             | 91              | 53              | —               | 20              | 202             | .616            | 14        | 5         | 9         |

* Wechsel während der laufenden Saison
Der erste Trainer der Capitals, Jim Anderson blickte vor seinem Engagement in der Hauptstadt auf sieben Spiele in der NHL und einige Jahre als Trainer in den Minor Leagues zurück. Das Team war nicht NHL-tauglich und nachdem ihm unter Anderson in den ersten 54 Spielen lediglich vier Siege gelangen, wurde mit George Sullivan ein Trainer verpflichtet, der zwei Spielzeiten lang ein NHL-Team geleitet hatte. 18 Spiele gab die Klubführung ihm Zeit, von denen er zwei siegreich bestritt, danach erfolgte die Trennung. General Manager Milt Schmidt übernahm nun selbst die Mannschaft. Im Laufe der folgenden Spielzeit verpflichtete er mit Tom McVie einen neuen Trainer. Er betreute das Team über diese Saison weitere zwei Spielzeiten lang. Wie die meisten seiner Vorgänger hatte auch Danny Belisle keine Trainererfahrung in der NHL, bevor er zu den Capitals kam. Nach einer durchschnittlichen Saison trennte man sich nach einem schwachen Saisonstart auch von ihm. Sein Nachfolger Gary Green war in der Nachwuchsliga Ontario Hockey Association zuvor Trainer des Jahres gewesen, die Capitals konnte aber auch er nicht in die Play-offs führen. Als Green entlassen wurde, waren die Capitals im Umbruch. Roger Crozier übernahm als Assistent des General Managers für ein Spiel die Trainerstelle, bevor mit Bryan Murray ein Trainer verpflichtet wurde, der eine langfristige Zukunft in Washington hatte.
Murray war der erste Trainer, der das Team in die Play-offs führte. Seine Erfolge ließen ihn neun Jahre im Amt bleiben. Sein Nachfolger Terry Murray war im letzten Jahr seiner Karriere zu den Capitals gewechselt. Nach Ende der aktiven Laufbahn war er anfangs Assistenztrainer in Washington und übernahm später das Farmteam in Baltimore. Nach der Entlassung von Bryan Murray übernahm Terry Murray das Team. Bis Anfang 1994 blieb er bei den Capitals. Abgelöst wurde er von Jim Schoenfeld, der zuvor die Buffalo Sabres und New Jersey Devils in der NHL trainiert hatte. Nachdem er im vierten Jahr erstmals die Teilnahme an den Play-offs verpasst hatte, musste er Washington verlassen. Die Capitals verpflichteten Ron Wilson, der in Anaheim zuvor gute Leistungen gebracht hatte. Wilson erreichte in den fünf Spielzeiten, die er im Amt blieb, dreimal die Play-offs und führte die Hauptstädter in seinem ersten Jahr bis in die Finalserie um den Stanley Cup.
Nach Wilson waren die Capitals unter der Leitung von Bruce Cassidy nur noch einmal in der Endrunde vertreten, scheiterten aber bereits in der ersten Runde. Unter dem erfolglosen Glen Hanlon, der nach einem schwachen Start in die Saison 2007/08 fristlos entlassen wurde, erreichten sie die Playoffs nicht. Sein Nachfolger Bruce Boudreau führte die Mannschaft zum ersten Division-Titel seit 2001 sowie in jeder Saison seiner Amtszeit in die Play-offs. Boudreau wurde im November 2011 nach einem schwachen Saisonstart entlassen und durch Dale Hunter ersetzt. Hunter beendete nur die Saison 2011/12 und gab bereits im Mai 2012 bekannt, dass er in der Folge nicht weiter als Cheftrainer zur Verfügung stehe.
Adam Oates trat die Nachfolge von Dale Hunter an, wurde jedoch bereits nach der Saison 2013/14 entlassen, da sich die Capitals erstmals seit 2007 nicht für die Play-offs qualifiziert hatten. Als sein Nachfolger wurde Barry Trotz vorgestellt, der zuvor 15 Spielzeiten lang die Nashville Predators trainiert hatte. Trotz betreute die Capitals vier Jahre lang und führte sie zu ihrem ersten Stanley Cup, trat nach diesem Erfolg allerdings zurück. Sein Nachfolger wurde sein bisheriger Co-Trainer Todd Reirden, der jedoch bereits nach zwei Jahren wieder entlassen wurde. Dessen Nachfolge wiederum trat im September 2020 Peter Laviolette an, der bis zum Ende der Spielzeit 2022/23 die Geschicke des Teams leitete und durch Spencer Carbery ersetzt wurde.

## General Manager
| Name            | Saison            |
| --------------- | ----------------- |
| Milt Schmidt    | 1974/75–1975/76*  |
| Max McNab       | 1975/76*–1981/82* |
| Roger Crozier   | 1981/82*          |
| David Poile     | 1982/83–1996/97   |
| George McPhee   | 1997/98–2013/14   |
| Brian MacLellan | 2014/15–2023/24   |
| Chris Patrick   | seit 2024/25      |

* Wechsel während der laufenden Saison
Milt Schmidt war der erste General Manager der Capitals und begleitete das Team in seinen ersten Jahren, doch im Laufe der zweiten Spielzeit wurde er von Max McNab abgelöst. David Poile, der vierte General Manager bekleidete diese Position für fünfzehn Jahre. Zuvor hatte er einige Jahre bei den Atlanta Flames Erfahrung gesammelt. Unter Poile stellten sich bei den Capitals die ersten Erfolge ein. Zur Saison 1997/98 übernahm George McPhee diese Position. Der ehemalige Assistent von Pat Quinn bei den Vancouver Canucks krempelte das Team vollständig um und erreichte gleich in seinem ersten Jahr mit den Capitals die Finalspiele um den Stanley Cup. In den folgenden Jahren hatte er in Washington wechselnden Erfolg. Nach der Saison 2013/14, in der die Capitals erstmals seit 2007 die Play-offs verpasst hatten, wurde McPhees Vertrag im Zuge der Entlassung von Cheftrainer Adam Oates nicht verlängert.

## Spieler

### Kader der Saison 2024/25
Stand: Ende der Saison 2024/25
| Nr. | Nat.               | Spieler                  | Pos. | Geburtsdatum       | in Org. seit | Geburtsort                              |
| --- | ------------------ | ------------------------ | ---- | ------------------ | ------------ | --------------------------------------- |
| 79  | Vereinigte Staaten | Charlie Lindgren         | G    | 18. Dezember 1993  | 2022         | Lakeville, Minnesota, USA               |
| 48  | Kanada             | Logan Thompson           | G    | 25. Februar 1997   | 2024         | Calgary, Alberta, Kanada                |
| 27  | Russland           | Alexander Alexejew       | D    | 15. November 1999  | 2018         | Sankt Petersburg, Russland              |
| 74  | Vereinigte Staaten | John Carlson – A         | D    | 10. Januar 1990    | 2009         | Natick, Massachusetts, USA              |
| 6   |                    | Jakob Chychrun           | D    | 31. März 1998      | 2024         | Boca Raton, Florida, USA                |
| 42  | Slowakei           | Martin Fehérváry         | D    | 6. Oktober 1999    | 2018         | Bratislava, Slowakei                    |
| 52  | Kanada             | Dylan McIlrath           | D    | 20. April 1992     | 2021         | Winnipeg, Manitoba, Kanada              |
| 3   | Vereinigte Staaten | Matt Roy                 | D    | 1. März 1995       | 2024         | Canton, Michigan, USA                   |
| 38  | Schweden           | Rasmus Sandin            | D    | 7. März 2000       | 2023         | Uppsala, Schweden                       |
| 57  | Vereinigte Staaten | Trevor van Riemsdyk      | D    | 24. Juli 1991      | 2020         | Middletown Township, New Jersey, USA    |
| 19  | Schweden           | Nicklas Bäckström – A    | C    | 23. November 1987  | 2007         | Gävle, Schweden                         |
| 72  | Kanada             | Anthony Beauvillier      | LW   | 8. Juni 1997       | 2025         | Sorel, Québec, Kanada                   |
| 26  | Vereinigte Staaten | Nic Dowd                 | C    | 27. Mai 1990       | 2018         | Huntsville, Alabama, USA                |
| 80  |                    | Pierre-Luc Dubois        | C    | 24. Juni 1998      | 2024         | Sainte-Agathe-des-Monts, Québec, Kanada |
| 22  | Vereinigte Staaten | Brandon Duhaime          | RW   | 22. Mai 1997       | 2024         | Coral Springs, Florida, USA             |
| 20  | Danemark           | Lars Eller               | C    | 8. Mai 1989        | 2024         | Rødovre, Dänemark                       |
| 88  | Kanada             | Andrew Mangiapane        | LW   | 4. April 1996      | 2024         | Toronto, Ontario, Kanada                |
| 24  | Kanada             | Connor McMichael         | C    | 15. Januar 2001    | 2019         | Ajax, Ontario, Kanada                   |
| 15  | Vereinigte Staaten | Sonny Milano             | LW   | 12. Mai 1996       | 2022         | Massapequa, New York, USA               |
| 77  | Vereinigte Staaten | T. J. Oshie              | RW   | 23. Dezember 1986  | 2015         | Mount Vernon, Washington, USA           |
| 8   | Russland           | Alexander Owetschkin – C | LW   | 17. September 1985 | 2005         | Moskau, Russische SFSR                  |
| 21  | Belarus            | Aljaksej Protas          | C    | 6. Januar 2001     | 2019         | Wizebsk, Belarus                        |
| 16  | Kanada             | Taylor Raddysh           | RW   | 18. Februar 1998   | 2024         | Caledon, Ontario, Kanada                |
| 17  | Kanada             | Dylan Strome             | C    | 7. März 1997       | 2022         | Mississauga, Ontario, Kanada            |
| 43  | Kanada             | Tom Wilson               | RW   | 29. März 1994      | 2012         | Toronto, Ontario, Kanada                |

### Mannschaftskapitäne
| Jahr      | Name                 |
| --------- | -------------------- |
| 1999–2001 | Adam Oates           |
| 2001–2002 | Steve Konowalchuk    |
| 2001–2002 | Brendan Witt         |
| 2002–2003 | Steve Konowalchuk    |
| 2003–2005 | kein Kapitän         |
| 2005–2006 | Jeff Halpern         |
| 2006–2009 | Chris Clark          |
| seit 2010 | Alexander Owetschkin |

| Jahr      | Name          |
| --------- | ------------- |
| 1974–1975 | Doug Mohns    |
| 1975–1976 | Bill Clement  |
| 1976–1978 | Yvon Labre    |
| 1978–1979 | Guy Charron   |
| 1979–1982 | Ryan Walter   |
| 1982–1993 | Rod Langway   |
| 1993–1994 | Kevin Hatcher |
| 1994–1999 | Dale Hunter   |

In der Geschichte der Washington Capitals gab es bisher 13 verschiedene Spieler, die das Amt des Mannschaftskapitäns bekleideten.
Mit 40 Jahren war Doug Mohns der mit Abstand älteste Spieler im Kader, mit dem die Capitals in ihre erste Saison gingen. Mit seiner Erfahrung aus über 1.200 Spielen war er für die Position des Mannschaftskapitäns prädestiniert. Nach Ende der Saison beendete er seine Karriere und Bill Clement übernahm das Amt für 46 Spiele, bis er das Team verließ. Yvon Labre folgte auf ihn und führte das Team mit Herz und Temperament für knapp drei Jahre. Erst 21 Jahre war Ryan Walter als er die Aufgabe übernahm. Als er nach Montreal abgegeben wurde, kam mit Rod Langway ein Führungsspieler im Gegenzug. Er war Chef in der Abwehr und führte das bislang erfolglose Team in bessere Zeiten. Elf Jahre trug er das „C“ auf seinem Trikot, bis er 1993 seine Karriere beendete. Damit ist er der am längsten im Amt befindliche Kapitän der Capitals. Sein Nachfolger Kevin Hatcher wurde nach einer Spielzeit abgegeben und Dale Hunter übernahm für fünf Jahre die Position. Ein weiterer Routinier als Kapitän war Adam Oates. Nach Steve Konowalchuk und Brendan Witt blieb das Team eine Zeit ohne Kapitän bis Jeff Halpern nach dem Lockout das Amt übernahm. Von 2006 an trug Chris Clark trotz vieler Verletzungen das „C“ auf seinem Trikot, bis er Ende Dezember 2009 durch ein Transfergeschäft den Klub verlassen musste. Anfang Januar 2010 wurde Alexander Owetschkin zum neuen Kapitän ernannt.

### Mitglieder der Hockey Hall of Fame
| Name            | Aufnahmedatum     | Position |
| --------------- | ----------------- | -------- |
| Dino Ciccarelli | 8. November 2010  | Spieler  |
| Sergei Fjodorow | 2015              | Spieler  |
| Mike Gartner    | 12. November 2001 | Spieler  |
| Rod Langway     | 4. November 2002  | Spieler  |
| Larry Murphy    | 8. November 2004  | Spieler  |
| Adam Oates      | 12. November 2012 | Spieler  |
| Scott Stevens   | 12. November 2007 | Spieler  |

Bisher wurden sieben Spieler der Washington Capitals in die in Toronto befindliche Hockey Hall of Fame aufgenommen. Dies waren Stürmer Mike Gartner, der als erster Capitals-Spieler zur Aufnahmeklasse von 2001 gehörte, die Verteidiger Rod Langway, Larry Murphy und Scott Stevens in den Jahren 2001, 2004 und 2007 sowie Dino Ciccarelli in der Aufnahmeklasse 2010. Zuletzt wurde Sergei Fjodorow im Jahr 2015 in die Ruhmeshalle aufgenommen.

### Gesperrte Trikotnummern
| Nr. | Name          | Sperrungsdatum             |
| --- | ------------- | -------------------------- |
| 5   | Rod Langway   | 26. November 1997          |
| 7   | Yvon Labre    | 7. November 1981           |
| 11  | Mike Gartner  | 28. Dezember 2008          |
| 32  | Dale Hunter   | 11. März 2000              |
| 99  | Wayne Gretzky | 6. Februar 2000 (ligaweit) |

In ihrer Franchise-Geschichte haben die Washington Capitals bisher vier Trikotnummern offiziell gesperrt, zuletzt im Dezember 2008. Zudem wird eine weitere offiziell nicht mehr vergeben.

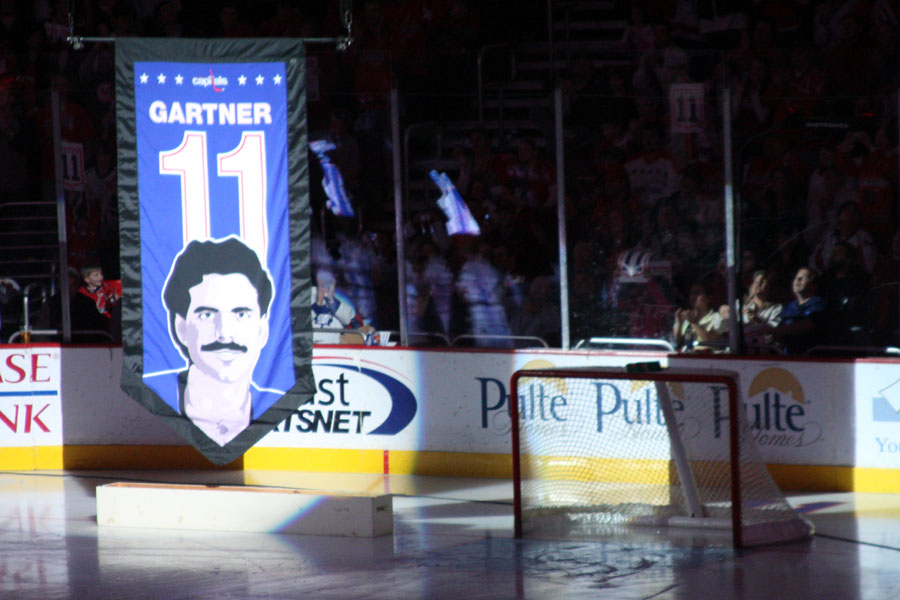
Die Washington Capitals hängen die Nummer 11 von Mike Gartner an die Hallendecke

Erstmals wurde mit der Trikotnummer 7 von Yvon Labre am 7. November 1981 eine Trikotnummer von den Washington Capitals offiziell gesperrt. Erst 16 Jahre später, am 26. November 1997, hing das Team mit Rod Langways Trikotnummer 5 ein weiteres Banner an die Hallendecke des Capital Centre, der damaligen Spielstätte. Nach dem Umzug in das heutige Verizon Center im Dezember 1997 wurde zudem am 11. März 2000 die Trikotnummer 32 von Dale Hunter gesperrt. Eine weitere Sperrung erfolgte am 28. Dezember 2008 mit der Nummer 11 von Mike Gartner. Zudem wird die Trikotnummer 37 von Olaf Kölzig seit seinem Rücktritt nicht mehr vergeben, obwohl sie nicht offiziell gesperrt ist.
Des Weiteren wird die berühmte 99 des Kanadiers Wayne Gretzky nicht mehr an einen Spieler vergeben, da sie seit dem 6. Februar 2000 offiziell durch die Liga gesperrt ist.

### Top-10-Wahlrechte im NHL Entry Draft
| Name            | Jahr | Draft-Position |
| --------------- | ---- | -------------- |
| Greg Joly       | 1974 | 1.             |
| Rick Green      | 1976 | 1.             |
| Robert Picard   | 1977 | 3.             |
| Ryan Walter     | 1978 | 2.             |
| Mike Gartner    | 1979 | 4.             |
| Darren Veitch   | 1980 | 5.             |
| Bobby Carpenter | 1981 | 3.             |
| Scott Stevens   | 1982 | 5.             |
| John Slaney     | 1990 | 9.             |

| Name                 | Jahr | Draft-Position |
| -------------------- | ---- | -------------- |
| Nolan Baumgartner    | 1994 | 10.            |
| Alexander Woltschkow | 1996 | 4.             |
| Nick Boynton         | 1997 | 9.             |
| Kris Beech           | 1999 | 7.             |
| Alexander Owetschkin | 2004 | 1.             |
| Nicklas Bäckström    | 2006 | 4.             |
| Karl Alzner          | 2007 | 5.             |
| Ryan Leonard         | 2023 | 8.             |

Bisher konnten die Washington Capitals seit dem NHL Amateur Draft 1974 17 Spieler unter den ersten zehn Rechten wählen, darunter in den Jahren 1974, 1976 und 2004 jeweils den ersten Spieler des gesamten Drafts.
Greg Joly und Rick Green waren Spieler, die 1974 und 1976 als First-Overall Draftpicks gezogen wurden. Später wählten die Capitals mit Robert Picard, Ryan Walter und Mike Gartner mehrere Spieler aus, die sich in Washington einen Stammplatz erspielten. Mike Gartner, der 2001 in die Hockey Hall of Fame aufgenommen wurde, hatte mit seinen Scorerqualitäten Anteil am Abschneiden der Capitals, die sieben Mal in Serie in die Playoffs einzogen. Auch Center Bobby Carpenter und Verteidiger Scott Stevens waren herausragende Einzelspieler, die später mit den New Jersey Devils jeweils drei Mal den Stanley Cup gewannen. John Slaney und Nolan Baumgartner wurden den Erwartungen nicht gerecht und konnten sich bei den Capitals nicht durchsetzen.
Alexander Woltschkow, der beim NHL Entry Draft 1996 ausgewählt wurde, bestritt lediglich drei Spiele in der NHL. Beim NHL Entry Draft 2004 wurde mit Alexander Owetschkin ein späterer Führungsspieler ausgewählt, der inzwischen zu den Topspielern der NHL zählt. Auch der 2006 ausgewählte Schwede Nicklas Bäckström erkämpfte sich schnell einen Stammplatz im Team und erzielte in der Saison 2009/10 erstmals über 100 Punkte.

### Franchise-Top-Punktesammler
Die zehn besten Punktesammler in der Geschichte des Franchise bis zum Ende der regulären Saison 2024/25 und der Playoffs 2025.
Abkürzungen: Pos = Position, GP = Spiele, G = Tore, A = Vorlagen, Pts = Punkte, P/G = Punkte pro Spiel
| Name                 | Pos | Saison          | GP   | G   | A   | Pts  | P/G  |
| -------------------- | --- | --------------- | ---- | --- | --- | ---- | ---- |
| Alexander Owetschkin | LW  | seit 2005/06    | 1491 | 897 | 726 | 1623 | 1,09 |
| Nicklas Bäckström    | C   | seit 2007/08    | 1105 | 271 | 762 | 1033 | 0,93 |
| Peter Bondra         | RW  | 1990/91–2003/04 | 961  | 472 | 353 | 825  | 0,85 |
| Mike Gartner         | RW  | 1979/80–1988/89 | 758  | 397 | 392 | 789  | 1,04 |
| John Carlson         | D   | seit 2009/10    | 1088 | 156 | 569 | 725  | 0,67 |
| Michal Pivoňka       | C   | 1986/87–1998/99 | 825  | 181 | 418 | 599  | 0,72 |
| Jewgeni Kusnezow     | C   | 2013/14–2023/24 | 723  | 171 | 397 | 568  | 0,79 |
| Dale Hunter          | C   | 1987/88–1998/99 | 872  | 181 | 375 | 556  | 0,63 |
| Bengt-Åke Gustafsson | F   | 1979/80–1988/89 | 629  | 196 | 359 | 555  | 0,88 |
| Mike Ridley          | C   | 1986/87–1993/94 | 588  | 218 | 329 | 547  | 0,93 |

| Name                 | Pos | GP  | G  | A  | Pts | P/G  |
| -------------------- | --- | --- | -- | -- | --- | ---- |
| Alexander Owetschkin | LW  | 161 | 77 | 70 | 147 | 0,91 |
| Nicklas Bäckström    | C   | 139 | 38 | 76 | 114 | 0,82 |
| John Carlson         | D   | 137 | 21 | 57 | 78  | 0,57 |
| Dale Hunter          | C   | 100 | 25 | 47 | 72  | 0,72 |
| Jewgeni Kusnezow     | C   | 87  | 29 | 38 | 67  | 0,77 |
| T. J. Oshie          | RW  | 76  | 29 | 31 | 60  | 0,79 |
| Mike Ridley          | C   | 76  | 19 | 41 | 60  | 0,78 |
| Peter Bondra         | RW  | 73  | 30 | 26 | 56  | 0,76 |
| Michal Pivoňka       | C   | 95  | 19 | 36 | 55  | 0,57 |
| Calle Johansson      | D   | 95  | 12 | 42 | 54  | 0,56 |